# Siliciumtetrachloride
Siliciumtetrachloride of tetrachloorsilaan is een kleurloze, relatief vluchtige, rokende vloeistof met een scherpe geur. Het is structureel zeer vergelijkbaar met koolstoftetrachloride.

## Synthese
Siliciumtetrachloride bekomt men door de chemische reactie van silicium met moleculair chloor:
{\displaystyle {\ce {Si + 2Cl2 -> SiCl4}}}
Een andere bereidingsreactie is die van silicium met waterstofchloride:
{\displaystyle {\ce {Si + 4HCl -> SiCl4 + 2H2}}}

## Toepassingen
Siliciumtetrachloride wordt gebruikt voor de productie van zeer zuiver, synthetisch kwartsglas (siliciumdioxide) in een knalgasvlam: de waterdamp die bij de verbranding van het knalgas ontstaat, ontbindt het silaan tot SiO2.
Het wordt ook gebruikt voor de productie van zeer zuiver silicium voor halfgeleidermaterialen en zonnecellen, via reductie met waterstofgas of een alkalimetaal zoals natrium:
{\displaystyle {\ce {SiCl4 + 4Na -> Si + 4NaCl}}}

## Toxicologie en veiligheid
Siliciumtetrachloride is een zeer reactieve stof. Ze reageert hevig met water, waarbij giftige en irriterende dampen van waterstofchloride ontstaan:
{\displaystyle {\ce {SiCl4 + 2H2O -> SiO2 + 4HCl}}}
Ook met alcoholen, aldehyden, ketonen, sterke zuren en basen en oxiderende stoffen reageert de stof hevig. De reactie met een alcohol levert een silicaatester:
{\displaystyle {\ce {SiCl4 + 4ROH -> Si(OR)4 + 4HCl}}}
Met methanol wordt zo tetramethylorthosilicaat gevormd; met ethanol is dat tetraethylorthosilicaat.
Siliciumtetrachloride is een niet-brandbare stof. De dampen zijn zwaarder dan lucht.